# Баклушинское сельское поселение
Баклу́шинское се́льское поселе́ние — муниципальное образование в составе Павловского района Ульяновской области. 
Административный центр — село Баклуши. Образовано из Баклушинского сельсовета.

## Население
| 2010  | 2012  | 2013  | 2014  | 2015  | 2016  | 2017  |
| ----- | ----- | ----- | ----- | ----- | ----- | ----- |
| 1323  | ↘1308 | ↘1269 | ↘1242 | ↘1225 | ↘1189 | →1189 |
| 2018  | 2019  | 2020  | 2021  |       |       |       |
| ↘1166 | ↘1158 | ↘1130 | ↘1113 |       |       |       |

Жители преимущественно татары (49 %) и русские (43 %) (2002).

## Состав сельского поселения
В состав поселения входят 4 населённых пункта: 2 села и 2 деревни.
| № | Населённый пункт | Тип населённого пункта       | Население | Примечание |
| - | ---------------- | ---------------------------- | --------- | ---------- |
| 1 | Баклуши          | село, административный центр | 526       | русские    |
| 2 | Муратовка        | село                         | 680       | татары     |
| 3 | Плетьма          | деревня                      | 106       | русские    |
| 4 | Сытинка          | деревня                      | 11        | русские    |